# Johann Jacob Dillenius

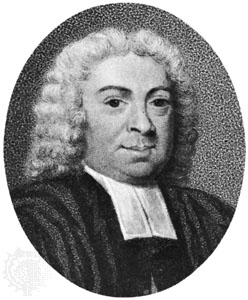
Johann Jacob Dillenius

Johann Jacob Dillenius (* 22. Dezember 1684 in Darmstadt, Landgrafschaft Hessen-Darmstadt; † 2. April 1747 in Oxford) war ein deutscher Botaniker. Sein offizielles botanisches Autorenkürzel lautet „Dill.“.

## Leben und Wirken
Der Sohn des Arztes Justus Friedrich Dillenius und seiner Frau Anna Elisabeth Finck (1661–1720) aus Pfungstadt studierte an der Universität Gießen Medizin und wurde 1719 promoviert. Noch im selben Jahr veröffentlichte er eine Lokalflora von Gießen, in der er neben den phanerogamen Pflanzen auch die Kryptogamen behandelte. Er beschrieb dabei nicht nur zahlreiche neue Arten, sondern bemühte sich, vor allem bei den Pilzen, um die Abgrenzung von Gattungen, von denen mehrere von Linné übernommen wurden. Von den 200 Moosarten, die Dillenius in seiner Flora von Gießen aufführte, waren 140 bis dahin nicht bekannt. Von den 160 Pilzarten waren 90 neu.
Dillenius arbeitete als Arzt in Grünberg und Braubach, 1713 wurde er Stadtarzt in Gießen.
Am 24. Juni 1713 wurde Dillenius mit dem akademischen Beinamen Glaucias I. zum Mitglied (Matrikel-Nr. 301) der Leopoldina gewählt. 1721 nahm er eine Einladung des Botanikers William Sherard nach England an, wo er sich unter anderem mit den umfangreichen Pflanzensammlungen seines Gastgebers beschäftigte. Mit Sherard unternahm Dillenius ausgedehnte Reisen durch Westengland und Wales.
Am 25. Juni 1724 wurde Dillenius zum Mitglied („Fellow“) der Royal Society gewählt. Von 1728 bis 1747 war er Auslandssekretär der Gesellschaft.
Sherard, der 1728 starb, hatte seine Pflanzensammlung samt Bibliothek und einer ansehnlichen Geldsumme für die Einrichtung eines botanischen Lehrstuhls an der Universität Oxford vermacht. Dillenius wurde als erster Professor auf Lebzeiten auf diesen Posten berufen.
Historia muscorum (1741) gilt als Dillenius’ Hauptwerk, das erstmals genauere Beschreibungen von Laubmoosen enthält.
Dillenius stand mit seinen Zeitgenossen Albrecht von Haller und Carl von Linné in regem wissenschaftlichem Austausch.
Dillenius verstarb an den Folgen eines Schlaganfalls und wurde in St Peter-in-the-East (heute Teil von St Edmund Hall), Oxford, bestattet.

## Ehrungen
Carl von Linné benannte ihm zu Ehren die Gattung Dillenia der Pflanzenfamilie Dilleniaceae. Die Gattung Lenidia Thouars (1806), ebenso aus der Familie Dilleniaceae, wurde ebenfalls nach ihm benannt.

## Schriften (Auswahl)
- De Peste. Johann Reinhard Vulpius, Gießen [1710] (Digitalisat) – Dissertation zum Lizenziat.
- Catalogus plantarum circa Gissam sponte nascentium. Johann Maximilian von Sand, Frankfurt am Main 1718 (Digitalisat).
  - Catalogus plantarum sponte circa Gissam nascentium. Johann Maximilian von Sand, Frankfurt am Main 1719 (Digitalisat).
- Hortus elthamensis. 2 Bände, London 1732 (Digitalisat) – mit 324 Kupfertafeln.
  - Cornelius Haak, Leiden 1774 – nur Kupfertafeln ohne Text.
- Historia muscorum. Oxford 1741 [1742] (Digitalisat, Digitalisat). – mit 85 Kupfertafeln.
  - J. Millan, London 1763 (Digitalisat).
  - J. Millan, London 1768 (Digitalisat).
  - J. Millan, London 1779.
  - C. Stewart, Edinburgh 1811 (Digitalisat).